# Kirchlinteln
Kirchlinteln je obec v německé spolkové zemi Dolní Sasko přibližně 41 kilometrů od města Brémy a 6 kilometrů od města Verden, na jižním okraji Stader Geest.
Kirchlinteln je současně společenství vesnic, které má celkem 17 obcí, kdy radnice a sprava společenství sídlí v obci Kirchlinteln. Společenství obcí v jeho současné podobě vznikla v roce 1972 sloučením 17 okolních obcí. K 31. prosinci 2007 mělo toto společenství celkem 10 446 obyvatel.

## Obecní části
| - Armsen - Bendingbostel - Brunsbrock - Heins - Groß Heins - Klein Heins - Hohenaverbergen - Holtum (Geest) - Heidkrug - Wedehof - Steinberg - Kirchlinteln - Kreepen a Brammer - Kükenmoor - Luttum | - Neddenaverbergen - Lehringen - Otersen - Otersen im Sande - Ludwigslust - Schafwinkel - Sankt Pauli - Odeweg - Sehlingen - Groß Sehlingen - Klein Sehlingen - Stemmen - Weitzmühlen - Wittlohe |

## Škola
Ve společenství se nachází tři školní zařízení
- Škola na Lindhoop, Kirchlinteln
- Lintler Geest – škola, Bendingbostel
- Základní škola Luttum

## Partnerská města
- Letovice, Česko
- Schönhausen, Sasko-Anhaltsko, Německo